# Canadian Championship
The Canadian Championship – coroczny turniej o mistrzostwo Kanady w piłce nożnej oraz o kwalifikacje do Ligi Mistrzów CONCACAF. Mistrzostwa są rozgrywane od 2008 roku. Od czasu utworzenia turnieju uczestniczą w nim drużyny kanadyjskie grające w lidze Major League Soccer: Toronto FC, Vancouver Whitecaps FC oraz Montreal Impact. W 2011 roku do łączyła drużyna FC Edmonton z North American Soccer League zaś 2014 Ottawa Fury FC z United Soccer League. Po turnieju w 2017 roku z rozgrywek wycofał się klub FC Edmonton. Od 2018 roku dołączą dwie nowe drużyny: Oakville Blue Devils z League 1 Ontario oraz AS Blainville z Première Ligue de soccer du Québec. Edycje 2008 - 2010 rozgrywano w formacie ligowym (mecz i rewanż). Od 2011 roku rozgrywki są prowadzone w formie pucharowej. Mistrzostwa organizuje kanadyjski związek Canadian Soccer Association.

## Uczestnicy
| Drużyna                | Siedziba klubu              | Liga                               | Przyłączenie |
| ---------------------- | --------------------------- | ---------------------------------- | ------------ |
| Montreal Impact        | Montreal, Quebec            | Major League Soccer                | 2008         |
| Ottawa Fury FC         | Ottawa, Ontario             | United Soccer League               | 2014         |
| Toronto FC             | Toronto, Ontario            | Major League Soccer                | 2008         |
| Vancouver Whitecaps FC | Vancouver, British Columbia | Major League Soccer                | 2008         |
| Oakville Blue Devils   | Oakville, Ontario           | League 1 Ontario                   | 2018         |
| AS Blainville          | Blainville, Quebec          | Première Ligue de soccer du Québec | 2018         |

### Byli uczestnicy
| Drużyna     | Siedziba klubu    | Liga                         | Lata w Mistrzostwach |
| ----------- | ----------------- | ---------------------------- | -------------------- |
| FC Edmonton | Edmonton, Alberta | North American Soccer League | 2011–2017            |

## Mistrzowie Kanady
| Rok  | Mistrz                 | Wicemistrz             | Liczba uczestników | Format    |
| ---- | ---------------------- | ---------------------- | ------------------ | --------- |
| 2008 | Montreal Impact        | Toronto FC             | 3                  | Ligowy    |
| 2009 | Toronto FC             | Vancouver Whitecaps FC | 3                  | Ligowy    |
| 2010 | Toronto FC             | Vancouver Whitecaps FC | 3                  | Ligowy    |
| 2011 | Toronto FC             | Vancouver Whitecaps FC | 4                  | Pucharowy |
| 2012 | Toronto FC             | Vancouver Whitecaps FC | 4                  | Pucharowy |
| 2013 | Montreal Impact        | Vancouver Whitecaps FC | 4                  | Pucharowy |
| 2014 | Montreal Impact        | Toronto FC             | 5                  | Pucharowy |
| 2015 | Vancouver Whitecaps FC | Montreal Impact        | 5                  | Pucharowy |
| 2016 | Toronto FC             | Vancouver Whitecaps FC | 5                  | Pucharowy |
| 2017 | Toronto FC             | Montreal Impact        | 5                  | Pucharowy |

## Klasyfikacja medalowa
| Pos | Drużyna                | Mistrzostwo | Wicemistrzostwo | Lata triumfów                      |
| --- | ---------------------- | ----------- | --------------- | ---------------------------------- |
| 1   | Toronto FC             | 6           | 2               | 2009, 2010, 2011, 2012, 2016, 2017 |
| 2   | Montreal Impact        | 3           | 2               | 2008, 2013, 2014                   |
| 3   | Vancouver Whitecaps FC | 1           | 6               | 2015                               |